# Шойц, Пер Георг
Пер Георг Шойц (швед. Per Georg Scheutz; 23 сентября 1785 г. — 22 мая 1873 г.) — шведский изобретатель, наиболее известен по его новаторским работам в компьютерных технологиях, включая первую работающую дифференциальную машину.
Сын виноторговца. Изучал закон в Лундском университете и окончил его в 1805 г. Перед тем, как уйти в журналистику и машиностроение, работал юрисконсультом и занимался переводами (перевёл несколько сочинений Уильяма Шекспира и Вальтера Скотта, «Парижские тайны» Ежена Сю).
Наиболее известен своими изобретениями; самое известное из них — это машина вычислений Шойца, изобретённая в 1837 г. и собранная в 1843 г. Машина, которую он сделал со своим сыном Эдвардом Шутцем, была основана на разностной машине Чарльза Бэббиджа. Улучшенная модель, примерно в размер фортепиано, была создана в 1853 г. и впоследствии демонстрировалась на Всемирной выставке в Париже в 1855 г. В 1859 г. машина была продана британскому правительству. Шойц создал ещё одну машину в 1860 г. и продал её Соединенным Штатам. Машина предназначалась для создания логарифмических таблиц.
Машина была несовершенной и не могла создавать полные таблицы, Мартин Виберг переделал конструкцию Шойца и в 1875 г. создал компактное устройство, которое печатало полные таблицы.